# Кловахарун
Кловахарун (швед. Klovaharun), иногда Кловхару (швед. Klovharu), или Хару (швед. Haru) — один из необитаемых островов архипелага близ Порвоо в Финляндии.
В настоящее время остров необитаем и доступен для посещения несколько дней в году. Скалистая природа острова практически лишена растительности.
Остров известен летним домиком финской писательницы Туве Янссон, которая проводила в нём летние месяцы с 1964 по 1998 годы совместно со своей спутницей жизни — художницей Тууликки Пиетиля.
После кончины Туве Янссон остров был в собственности Тууликки Пиетиля.